# Caryocolum blandelloides
Caryocolum blandelloides is een vlinder uit de familie tastermotten (Gelechiidae). De wetenschappelijke naam is voor het eerst geldig gepubliceerd in 1981 door Karsholt.
De soort komt voor in Europa.